# Milano Assicurazioni
Milano Assicurazioni S.p.A. è stata una compagnia assicuratrice italiana con sede a Milano, che ha fatto parte del Gruppo Fondiaria Sai e dal 2012 al 2014 indirettamente di quello Unipol.
Dal 30 giugno 2014 il suo ex ramo d'azienda è stato ceduto ad Allianz.

## Storia
La Compagnia di assicurazione di Milano, contro i danni degli incendi, sulla vita dell'uomo e per le rendite vitalizie  venne fondata a Milano nel 1825: fu una tra le prime compagnie di assicurazioni a operare in Italia e fu una delle prime società per azioni italiane, con un capitale versato di un milione e duecentomila lire lombardovenete sottoscritto dai maggiori banchieri e commercianti cittadini.

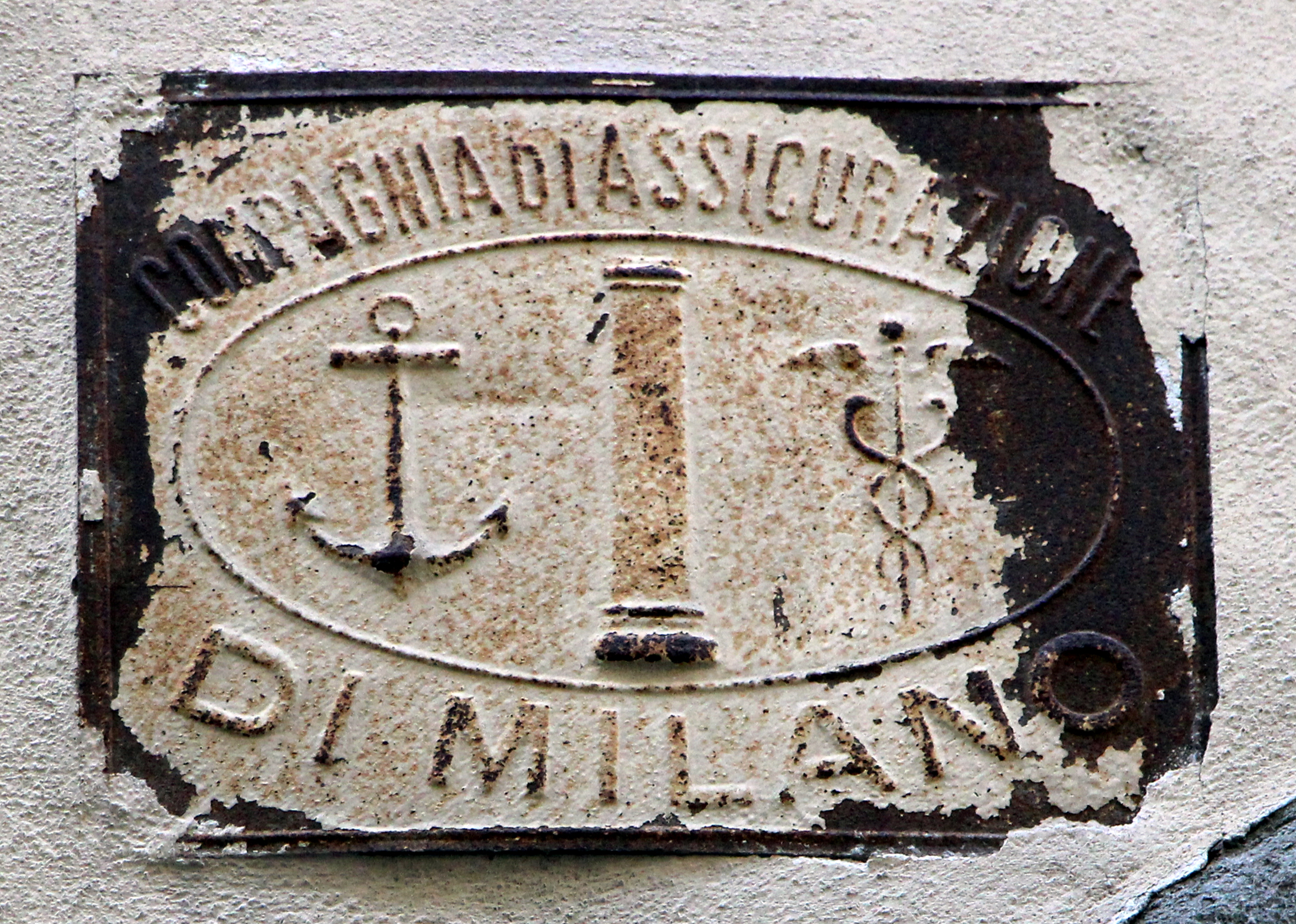
Placchetta della Milano Assicurazioni su un edificio di Firenze

Nel 1826 la compagnia iniziò la propria attività, con il ramo vita che prevaleva sul ramo incendi. Furono aperte agenzie nei vari stati italiani, compreso il Canton Ticino, ma molti governi presto ritirarono le licenze, vuoi per favorire la costituzione di compagnie locali (così il Regno di Sardegna) vuoi per avocare l'attività assicurativa allo stato (il Ducato di Modena e lo Stato Pontificio).
All'inizio del Novecento la Milano aveva una rete di settantacinque agenzie in Italia e ventitré all'estero. Il ramo principale era quello incendi, mentre il ramo vita era limitato alle rendite vitalizie.
Nel 1912 il governo Giolitti con la legge 305 procedette alla nazionalizzazione delle assicurazioni sulla vita e, come tutte le imprese attive nel settore, anche la Milano fu costretta a cedere il ramo vita all'INA.
Conseguentemente, nel 1913, la compagnia milanese estese l'attività al ramo infortuni e responsabilità civile.
Il decreto legge 29 aprile 1923 reintrodusse la concorrenza per le assicurazioni sulla vita e la Milano ricreò un proprio portafoglio vita, che riassicurò presso l'INA. Negli stessi anni furono attivate le polizze contro i furti e contro la grandine.
Nel 1934 il capitale sociale passò a trentaquattro milioni di lire.
Nel 1950 il capitale fu portato a quattrocentotrentadue milioni e nel 1960 a due miliardi di lire; nel 1961 la Milano venne ammessa alla Borsa di Milano. Negli stessi anni la compagnia entrava nel ramo trasporti.
Nel 1973 il ramo RCA fu conferito in un'apposita società, la MAA Assicurazioni (Milano Assicurazioni Autoveicoli). Nel 1976 la Milano venne venduta dal gruppo tessile Trabaldo Togna al gruppo Montedison, mentre la MAA venne ceduta a una cordata di altri azionisti guidata da Giancarlo Gorrini. Nel 1977 la Milano era la decima compagnia assicuratrice italiana. Nel 1979 la Compagnia di Assicurazione di Milano passò al gruppo Bonomi ed assunse il nome abbreviato di "Milano Assicurazioni".

### Dal gruppo Fondiaria Sai a quello Unipol
Nel 1984 la Milano passò sotto il controllo de La Fondiaria Assicurazioni, anch'essa appartenuta al gruppo Bonomi. Nel 1992 venne nominato commissario straordinario Roberto Pontremoli, su indicazione di Paolo Savona, il quale, a seguito di varie operazioni, riuscì nel 1993 a salvare l'azienda e ad evitarne il fallimento.
A sua volta la Fondiaria, incorporata nella SAI–Società Assicuratrice Industriale del gruppo Ligresti, diede vita nel 2002 alla Fondiaria Sai.
Dal 1997 al 2008 la Milano ha incorporato nel tempo La Previdente Assicurazioni (1997) e La Previdente Vita, Italia Assicurazioni (2002), Nuova Maa Assicurazioni (2003) e Maa Vita Assicurazioni, Sis Assicurazioni e, infine, Sasa e Sasa Vita. Nel maggio 2006 perfezionò l'acquisizione di Liguria Assicurazioni.
Con una posizione di rilievo nel settore danni, Milano Assicurazioni era uno dei leader del mercato assicurativo nei rami auto e operava capillarmente su tutto il territorio nazionale attraverso una rete complessiva di circa 1500 agenzie comprendendo sia quelle con la propria insegna che quelle delle divisioni La Previdente, Nuova Maa, Italia, Sasa) e le società controllate Dialogo Assicurazioni, Liguria Assicurazioni, Liguria Vita e Systema Assicurazioni.
A partire dal 2012, con l'ingresso di Premafin e - a cascata - delle controllate Fondiaria Sai e Milano Assicurazioni nel Gruppo Unipol, il maggior azionista (per via indiretta) di Milano Assicurazioni era Finsoe S.p.A., storico azionista di maggioranza di Unipol ed espressione delle imprese del movimento cooperativo aderenti a Legacoop.

#### Bilanci
I principali dati consolidati al 31/12/2012:
- oltre 3 milioni di clienti
- oltre 3,1 miliardi di euro di premi raccolti
- circa 1800 dipendenti

### Da UnipolSai ad Allianz
Nel dicembre 2013, con l'approvazione da parte delle rispettive assemblee, dalla fusione per incorporazione in Fondiaria Sai di Milano Assicurazioni, Unipol Assicurazioni e Premafin, è stata rinominata UnipolSai, che è diventata operativa dal 6 gennaio 2014 ed è quotata in Borsa e controllata da Unipol Gruppo Finanziario S.p.A.. Anch'essa è quotata e detiene le partecipazioni in Unipol Banca, Banca Sai, Linear, UniSalute e gli asset bancari-assicurativi.
Il 30 giugno 2014 UnipolSai ha ceduto ad Allianz il ramo d'azienda facente parte all'ex Milano Assicurazioni, comprendente anche la Sasa per un valore massimo di 440 milioni di euro.